# Robinet (plomberie)
Pour les articles homonymes, voir Robinet.

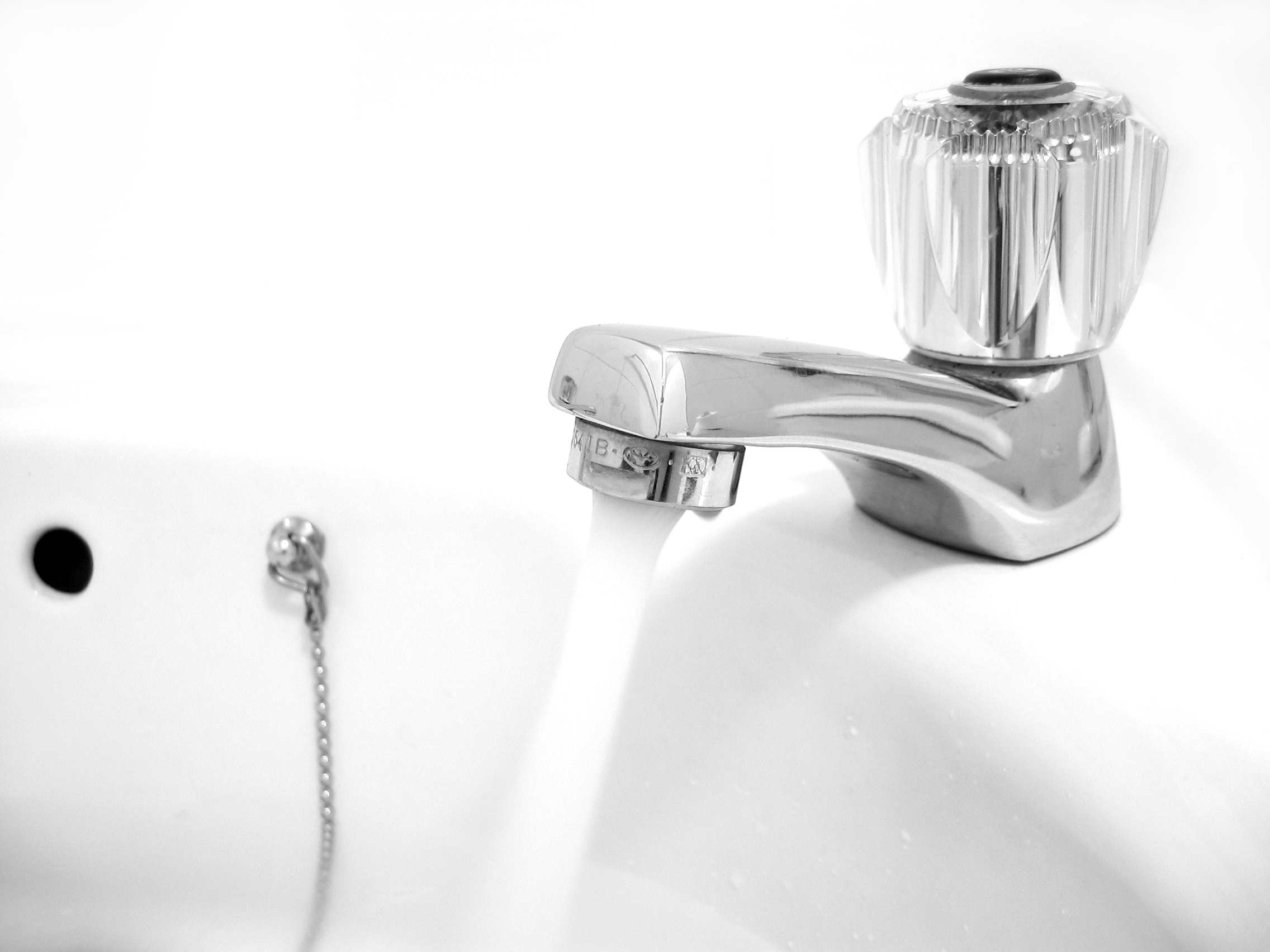
Un robinet domestique muni d'un brise-jet

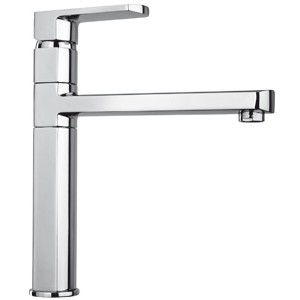
Un robinet, objet de design

Un robinet est, en plomberie et en robinetterie, un appareil métallique permettant le contrôle et/ou l’arrêt d’un fluide.
Pour une utilisation appliquée aux appareils domestiques (utilisant généralement de l'eau), il est souvent muni d’un filtre appelé brise-jet ou mousseur.

## Étymologie

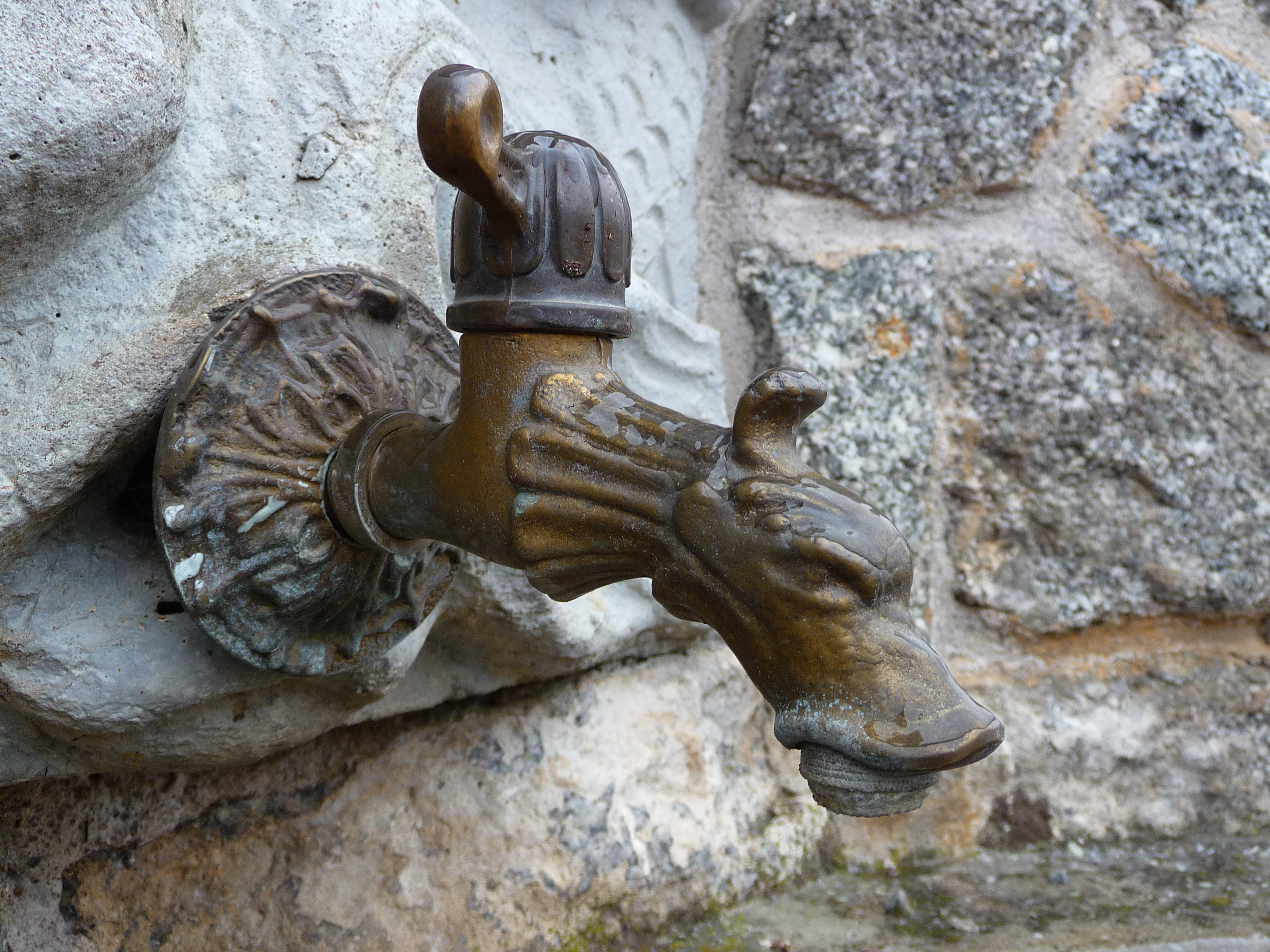
Robinet de fontaine

Le substantif masculin,,,, robinet est dérivé, avec le suffixe diminutif,, du moyen français, robin désignant une fontaine d'où l'eau sort par un mascaron : c'est un emploi figuré de l'ancien français Robin, nom propre employé au Moyen Âge pour désigner le mouton, l'extrémité des tuyaux des fontaines étant souvent ornées d'une tête de mouton stylisée. Pour une raison analogue, « robinet » se dit Hahn en allemand, c’est-à-dire « coq ». Dans une grande partie de la France, « robinet » est rendu également par « jau », issu du latin « gallus », « coq ».
Champlure est une altération du français chantepleure, elle est encore souvent utilisé dans le registre familier au Québec pour désigner un robinet ou autre robinetterie,, on dit également campleuse ou champleure en normand.

## Robinets anciens
De tous temps, faute de conduite d’eau dans les maisons, les personnes allaient chercher l’eau au puits avec des seaux et utilisaient des cassottes ou des puisettes.

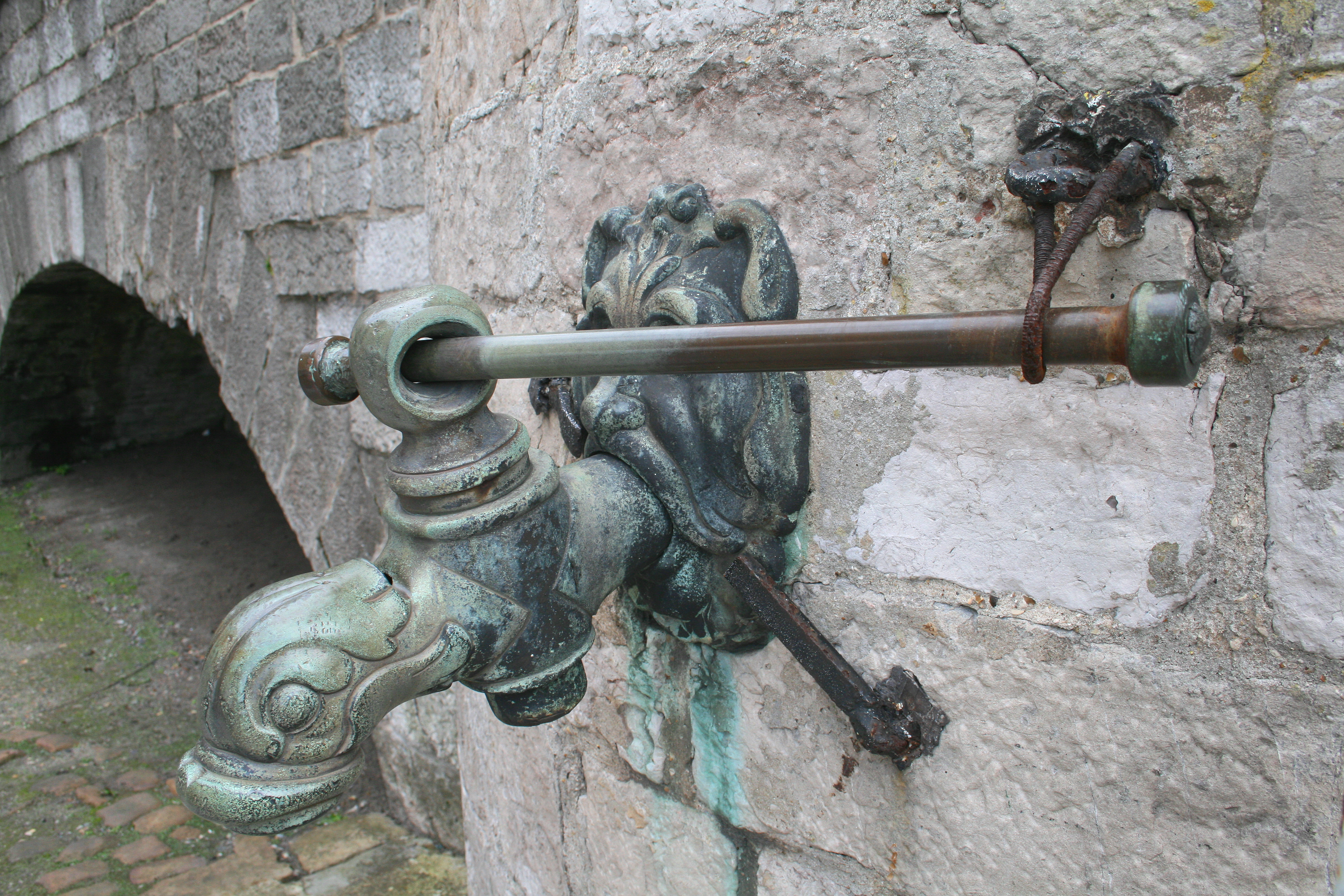
Gravelines - Robinet à tête de la citerne de Freville, Gravelines, XVIIIe siècle(?)

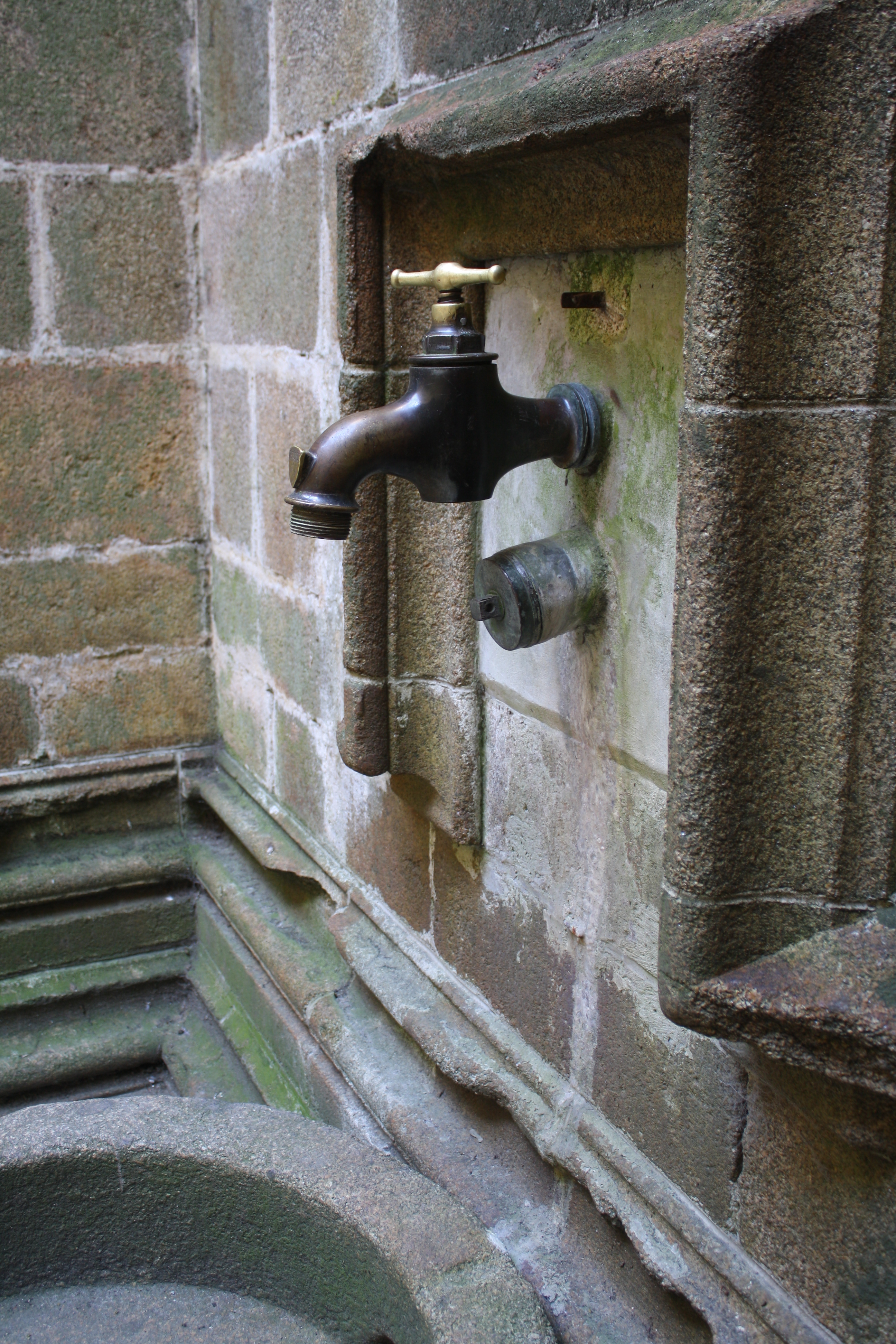
Abbaye du Mont-Saint-Michel. Fontaine avec robinet

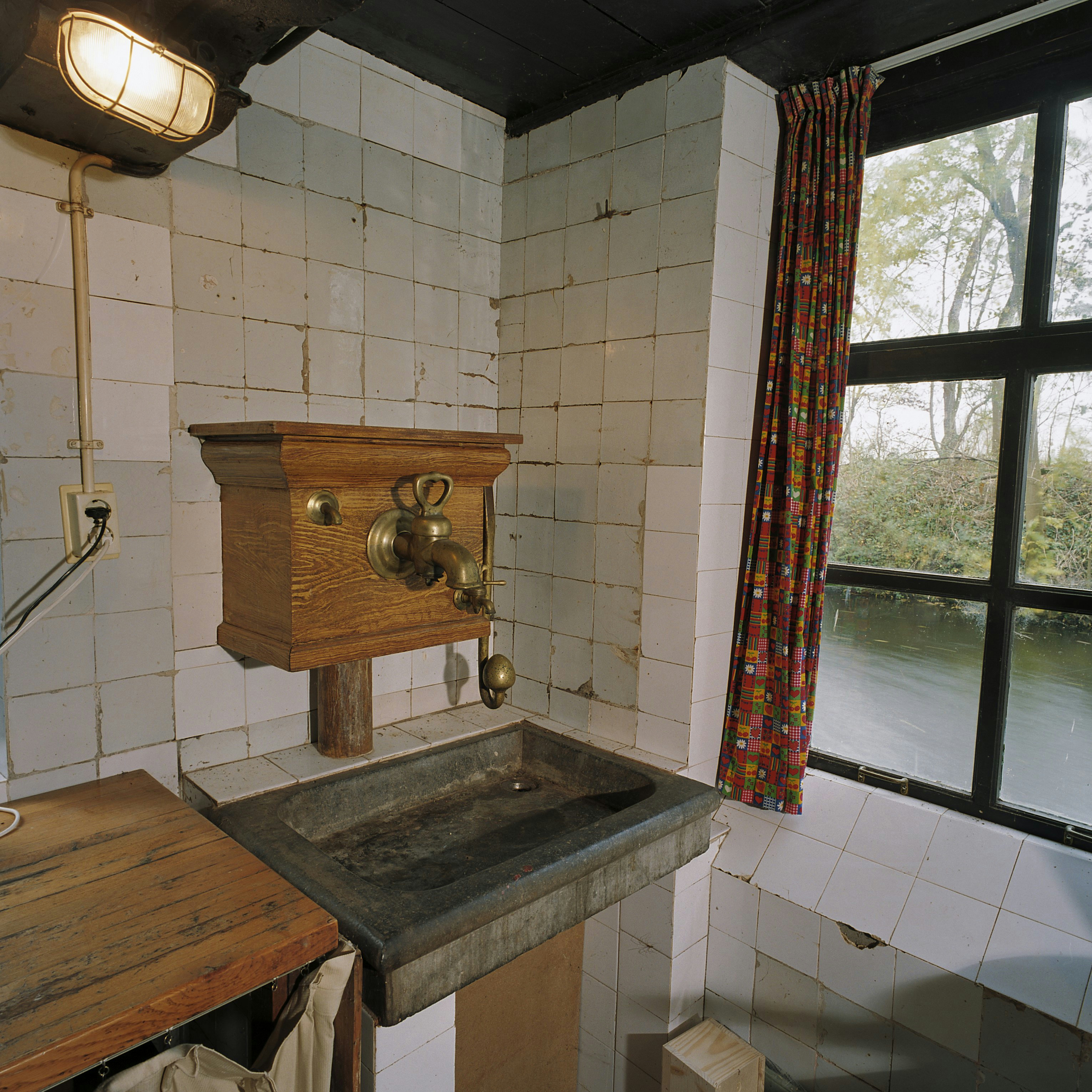
Pierre d'évier, pompe à bras et robinet, Hollande, XIXe siècle(?)

Fin XVIIIe siècle, en termes de fontainerie un robinet est la clef d'un tuyau de fontaine servant à retenir ou à lâcher l'eau, suivant le côté qu'on la tourne. Il y en a de plusieurs sortes: les uns sont à une eau, les autres à deux, les autres à trois eaux. On distingue:
Robinet à têteRobinets ordinaires soudés à l'extrémité d'un tuyau de conduite, dont la clef est en forme de béquille, et l'extrémité du robinet en forme de tête ciselée.
Robinet à deux eauxGros robinet de cuivre que l'on soude sur une conduite au droit d'un regard, et dont la clef a deux ouvertures dans lesquelles passent l'eau d'arrivée et l'eau de sortie, ce qui lui donne le nom de robinet à deux eaux.
Robinet à trois eauxRobinet qui diffère du précèdent en ce qu'il a un embranchement qui donne de l'eau à une seconde conduite, et que la clef a trois ouvertures : une pour l'eau d'arrivée et deux pour sa sortie.
Robinet de garde-robeRobinet de cuivre, composé d'un boisseau avec bride, d'une clef avec tige et sa poignée -Il sert à conduire l'eau dans la cuvette pour la nettoyer. Le tourniquet est un robinet de garde-robe, une poignée montée sur une clef qui fait tourner le canon de propreté (ou jet).
Robinet à trois clefsRobinet de toilette à deux ou trois eaux, qui porte un embranchement auquel est ajouté un canon de propreté.
Robinet flotteurRobinet dont la clef est sur le côté, et à laquelle est ajoutée une longue tringle terminée par un globe de cuivre, laquelle tige baisse ou lève selon que l'eau augmente ou diminue dans le réservoir, et qui conséquemment ouvre ou ferme la clef selon l'élévation de l'eau.
Robinet en cul de lampeRobinet qui jette l'eau par le bas pour le service d'une baignoire.
Robinet en col de cygneRobinet dont la clef est courbée et ordinairement ciselée de la forme d'un bec de cygne; il jette l'eau, par le bas ou par le haut, dans une baignoire.
Le boisseau est la partie du milieu d'un robinet dans laquelle tourne la clef qui retient ou laisse échapper l'eau. La clef est la manivelle de fer servant à ouvrir et fermer les robinets des regards - partie mobile qui tourne à volonté dans le boisseau d'un robinet de toilette, de baignoire, de conduite, au travers de laquelle est faite une ou deux ouvertures pour le passage d'une ou de plusieurs eaux. Les clefs, selon les robinets, se tournent, pour les ouvrir, à la main ou avec une seconde clef en fer - Elles sont surmontées d'une tige droite ou courbée, ou d'une poignée en forme de béquille: telles sont celles des robinets de conduites. La poignée est la partie supérieure d'une clef de robinet sur laquelle on pose la main pour la faire tourner dans son boisseau.
La douille est l'extrémité du boisseau d'un robinet que l'on soude sur un tuyau de conduite en plomb. Le flotteur est une tringle en fer ayant d'un bout un œil carré, et de l'autre une boule en cuivre mince et que l'on ajoute à la clef d'un robinet, pour faire ouvrir ou fermer ce robinet par le secours seul de l'eau du réservoir au-dessus duquel il est suspendu.
On dit piquer pour l'action d'ajouter un robinet sur une conduite.
Les anciens robinets domestiques, à une seule vanne (pour la seule eau froide ou la seule eau chaude) comportent une vis actionnée grâce à un T ou un bouton plus ou moins ergonomique. L’eau chaude ne peut alors se mélanger à l’eau froide qu’une fois au dehors.
Le robinet mixeur est inventé par Thomas Campbell en 1880 à Saint-Jean, au Nouveau-Brunswick.

## Usage
Un robinet, selon la manière dont il est installé, et selon l'appareil sur lequel il est installé, sert tantôt :
- à mouiller et à laver les mains
- à remplir un évier, une baignoire, un bidet, un bassin
- à nettoyer l'appareil (urinoir)
- à remplir un récipient (cruche, pot, vase, arrosoir)

### Domestique

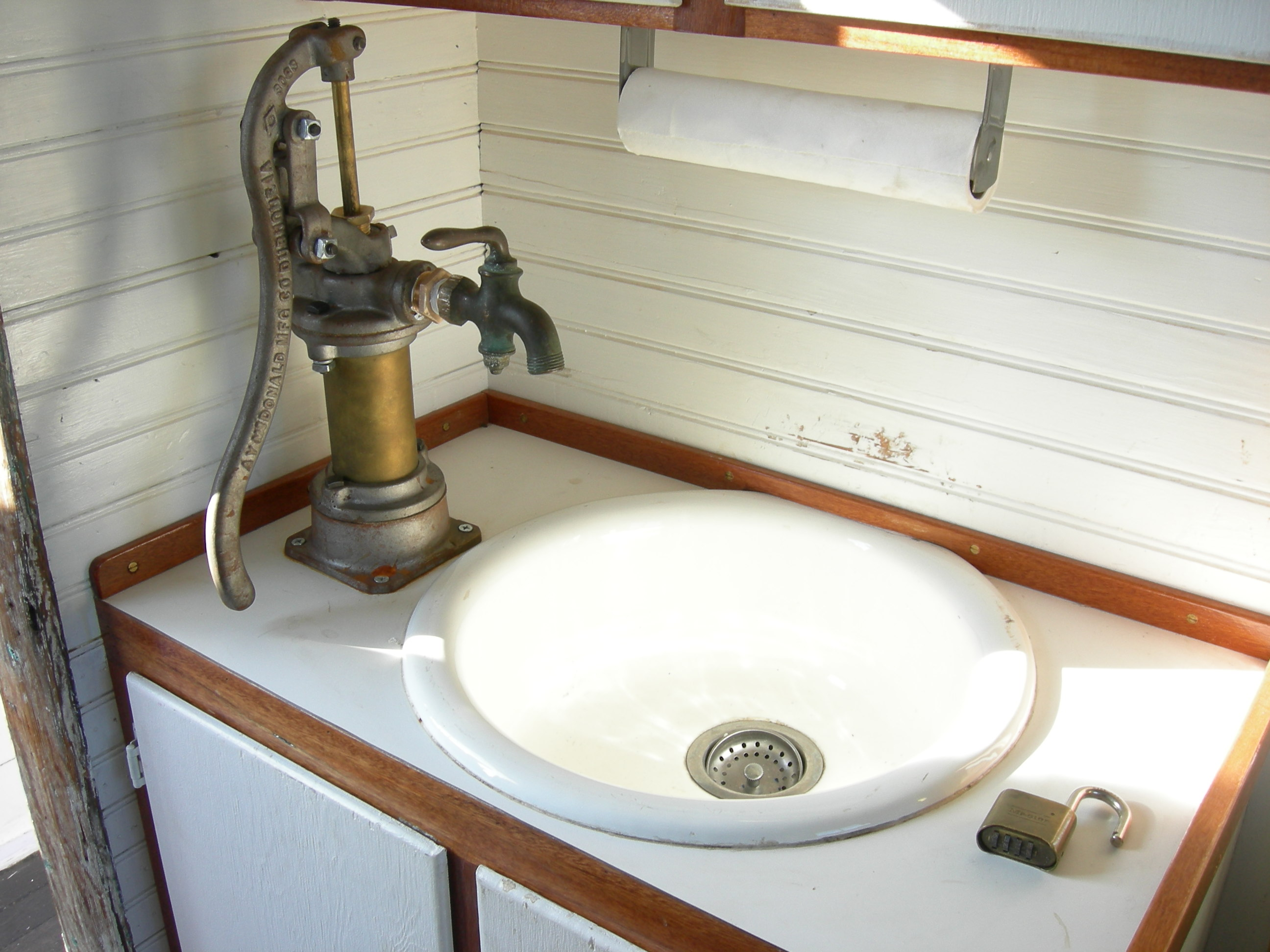
Pompe à bras et robinet sur un bateau.
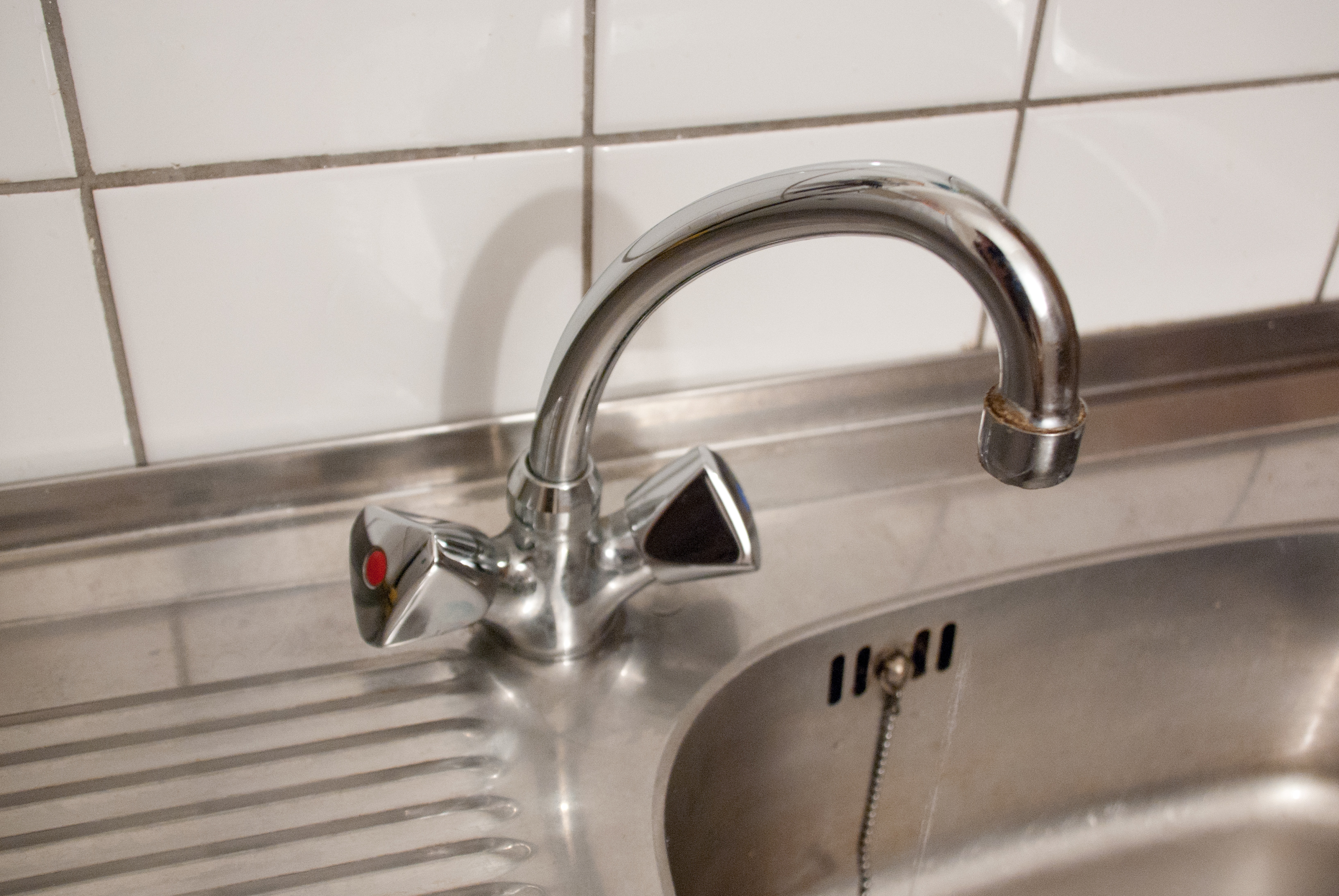
Robinet d'évier.
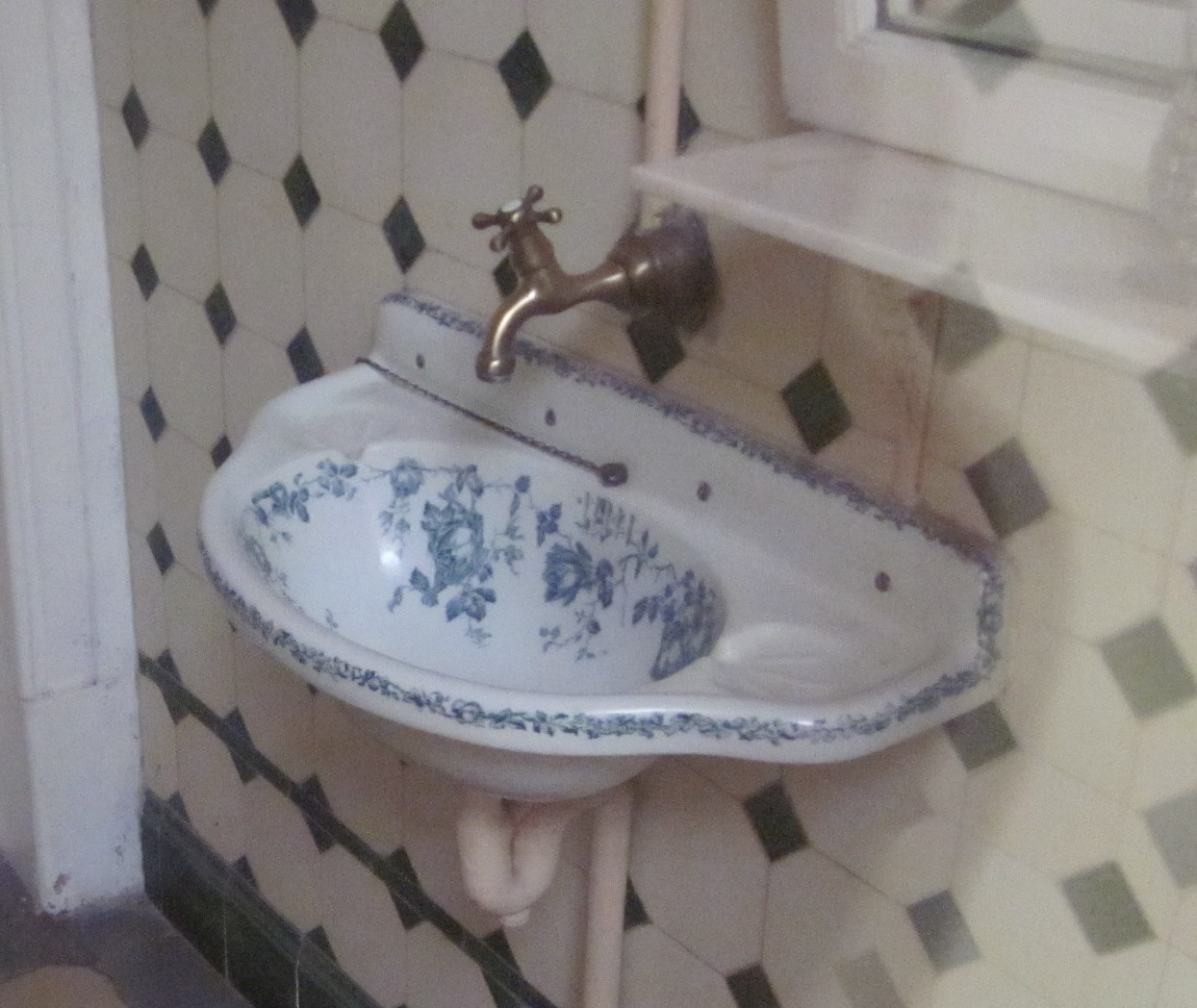
Robinet mural de lavabo.
Deux robinets sur une vasque.
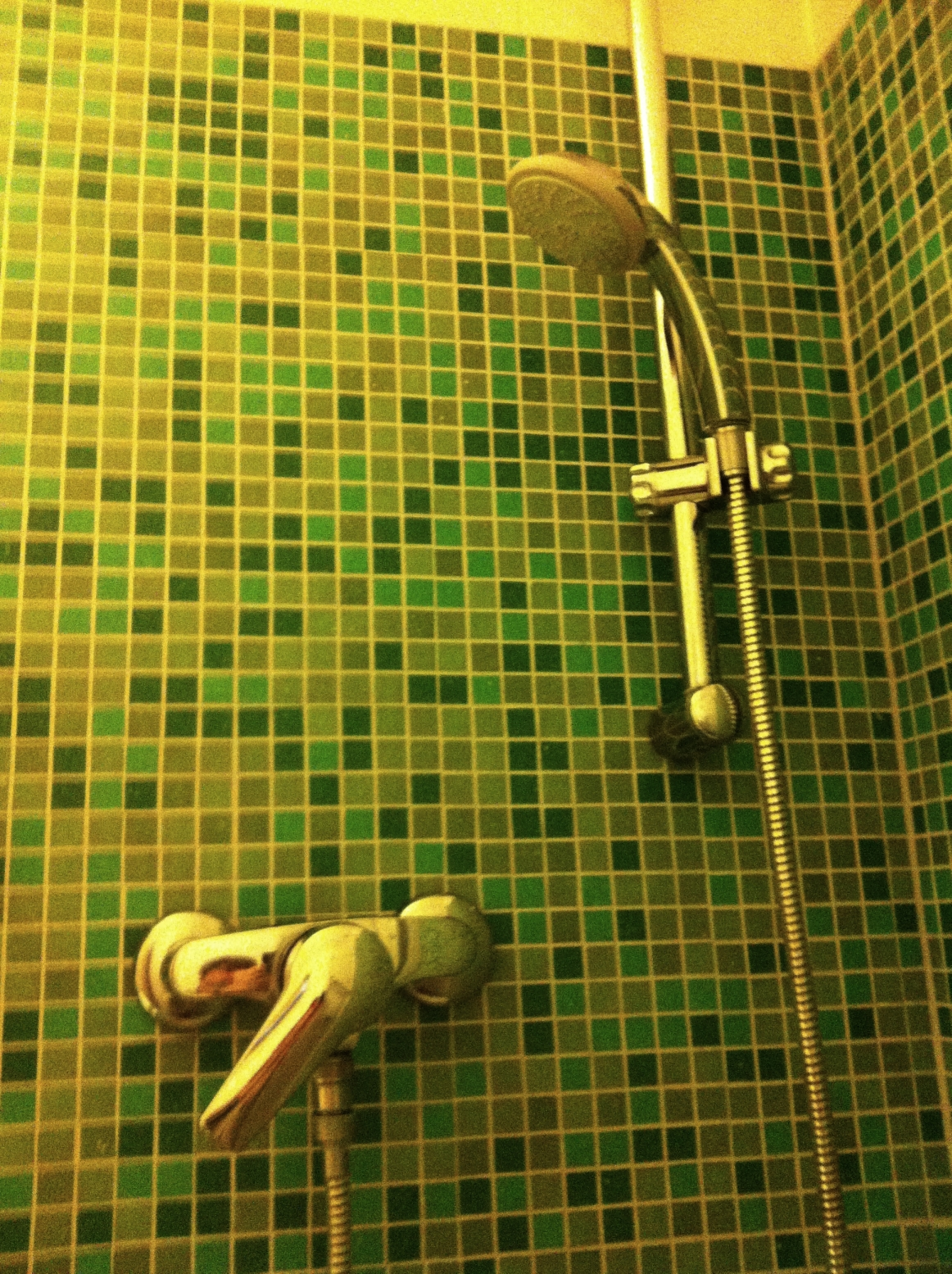
Robinet de douche
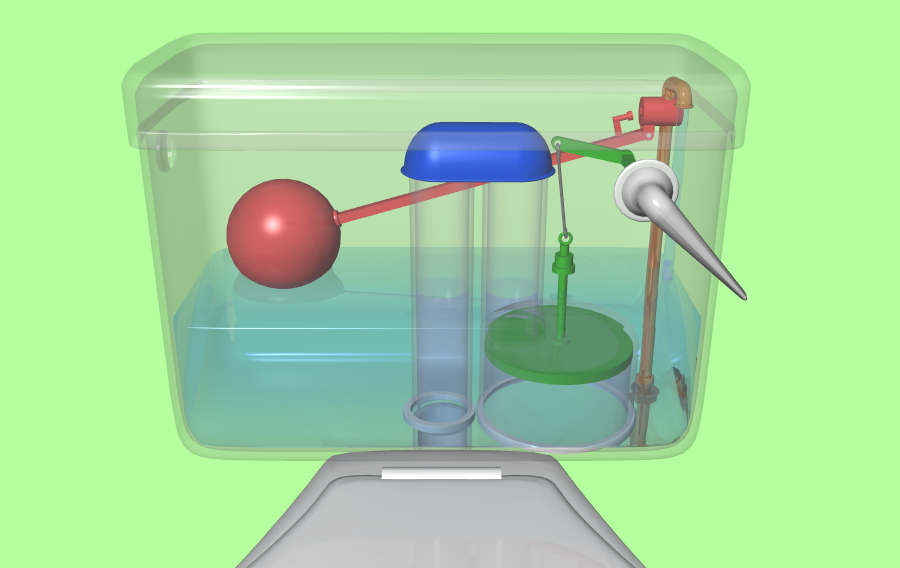
Chasse d'eau dans une toilette.

### Public et extérieur

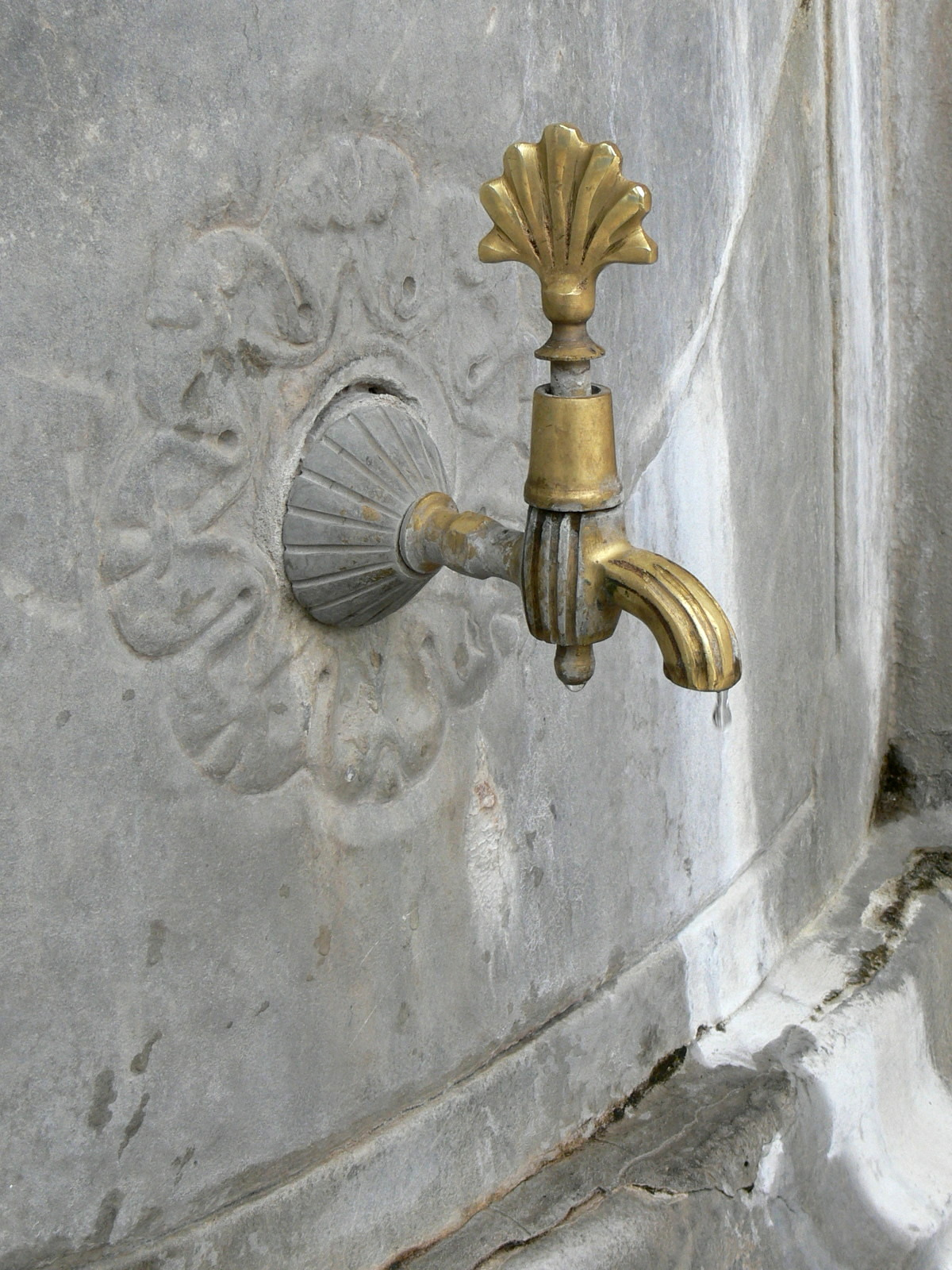
Fontaine, Musée Mevlâna, Konya (Turquie).
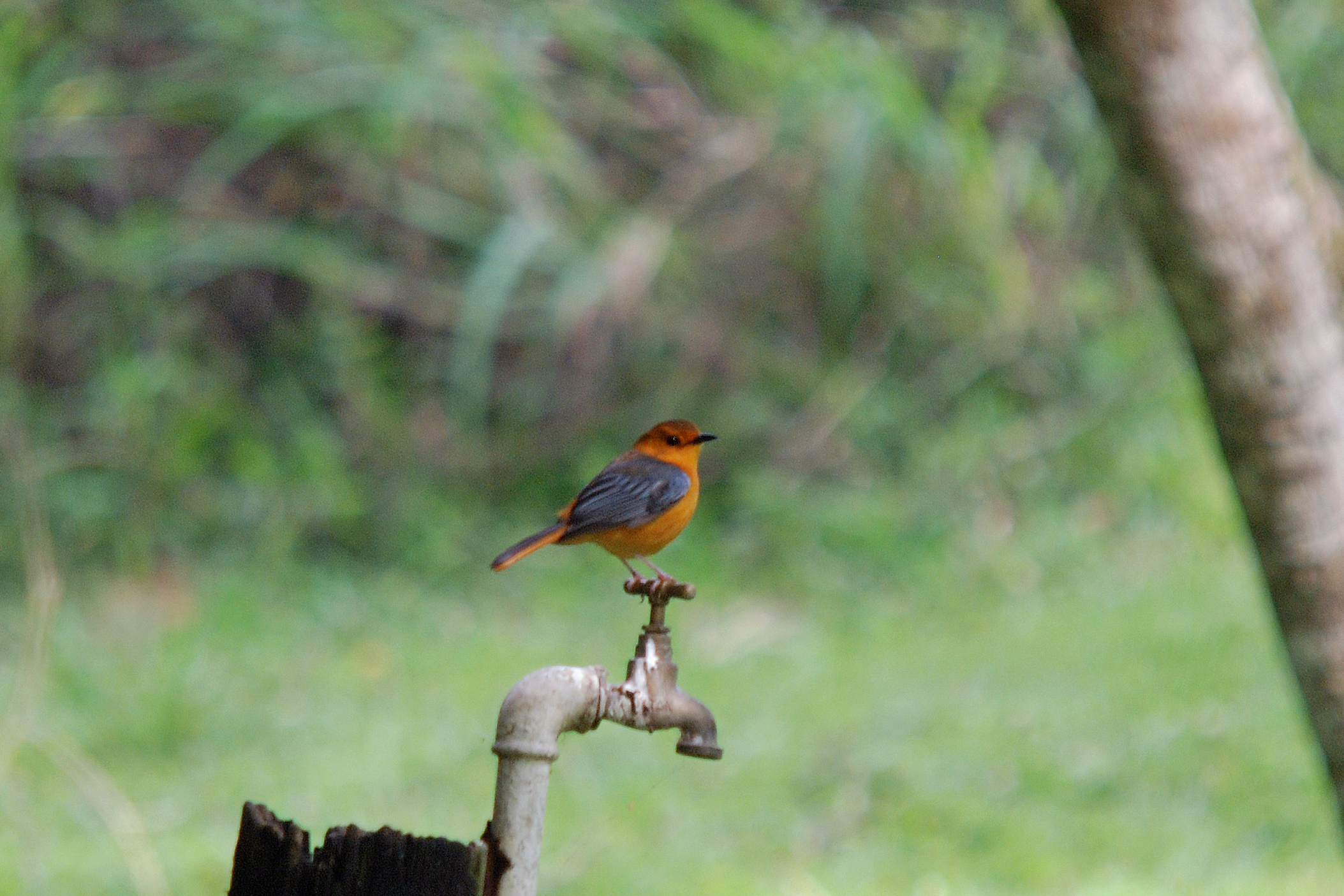
Robinet de jardin.
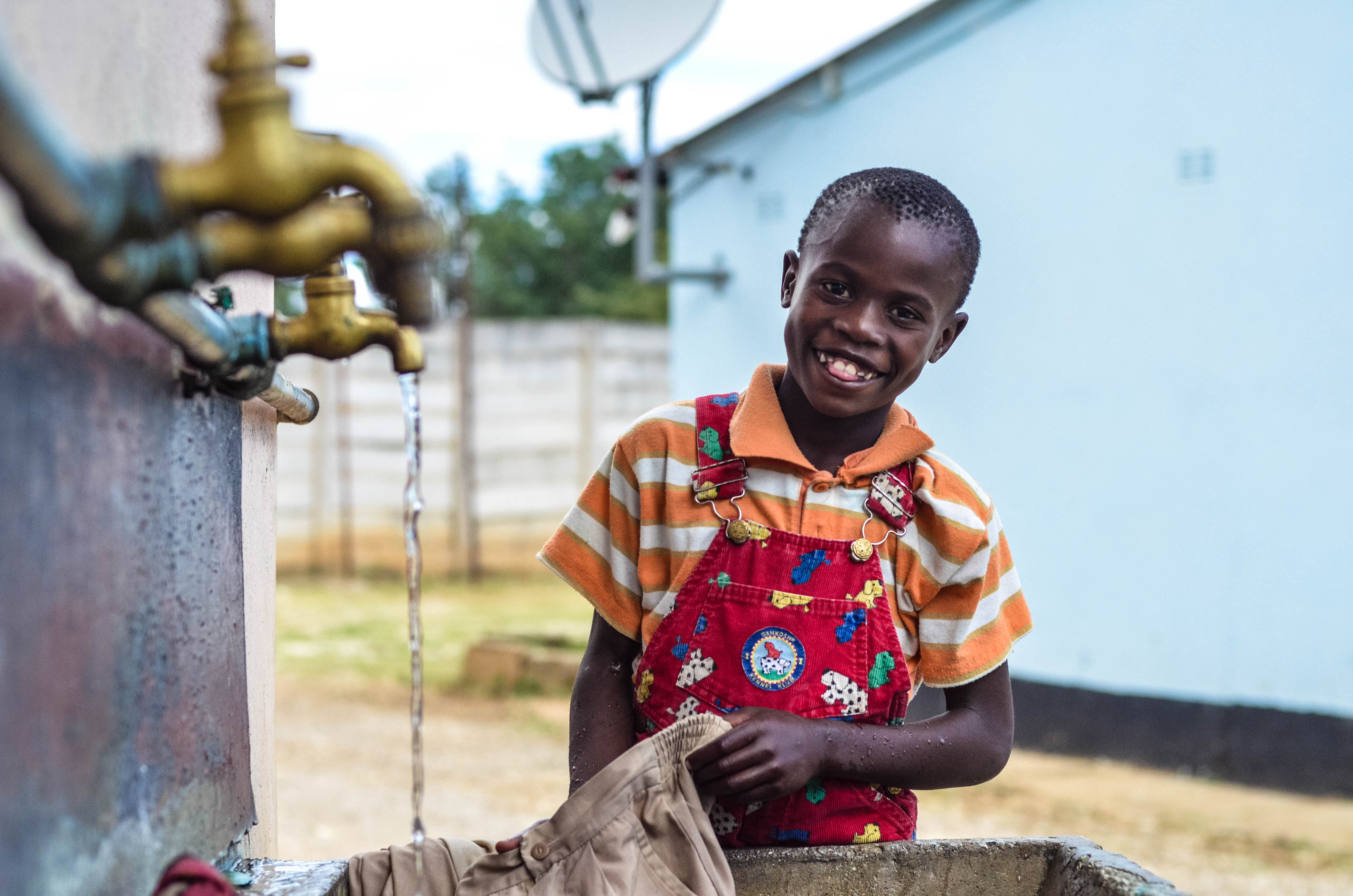
Garçonnet lavant son uniforme scolaire au robinet (Zimbabwe).
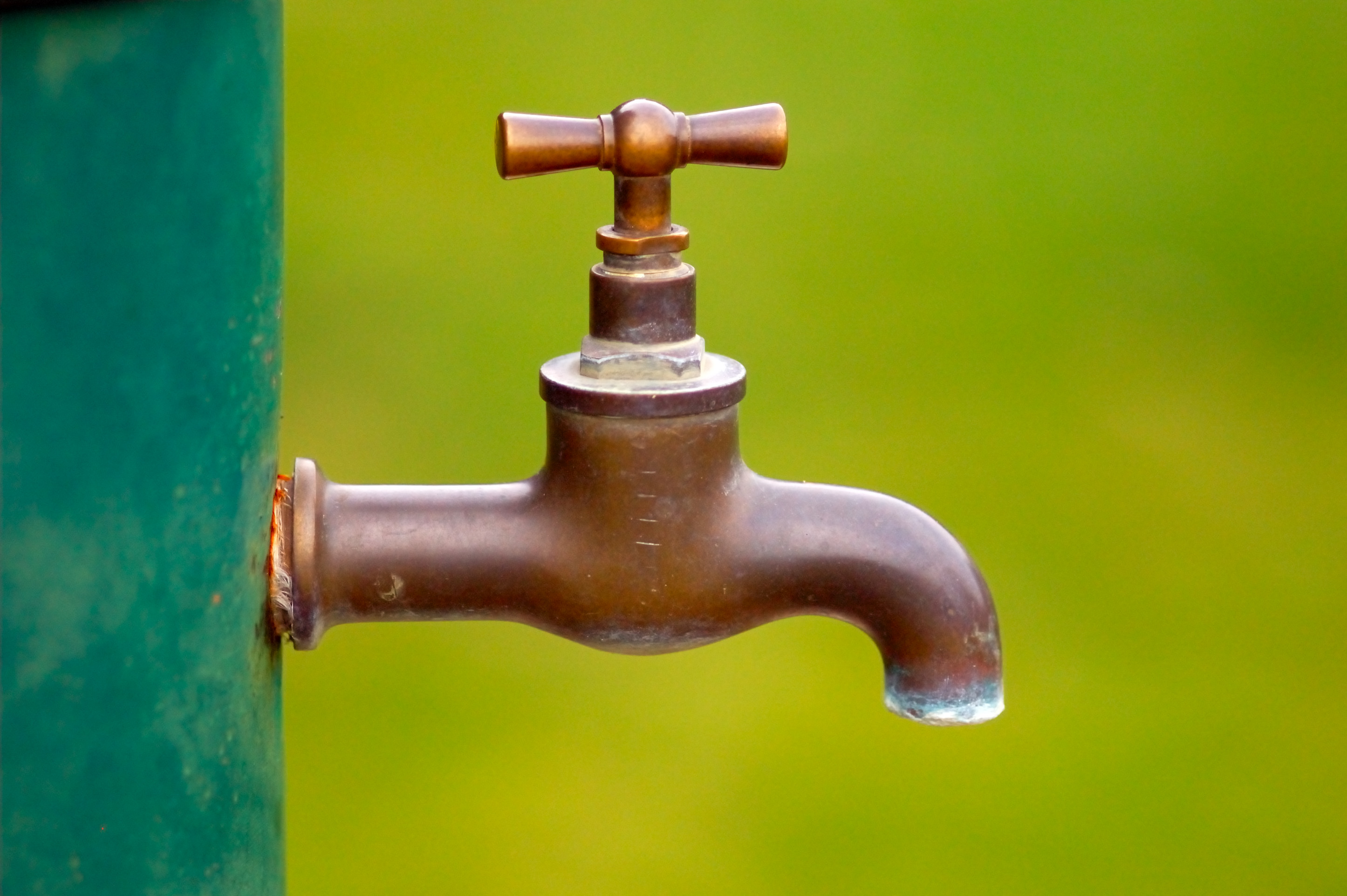
Robinet d'eau public en laiton.

### Industriel

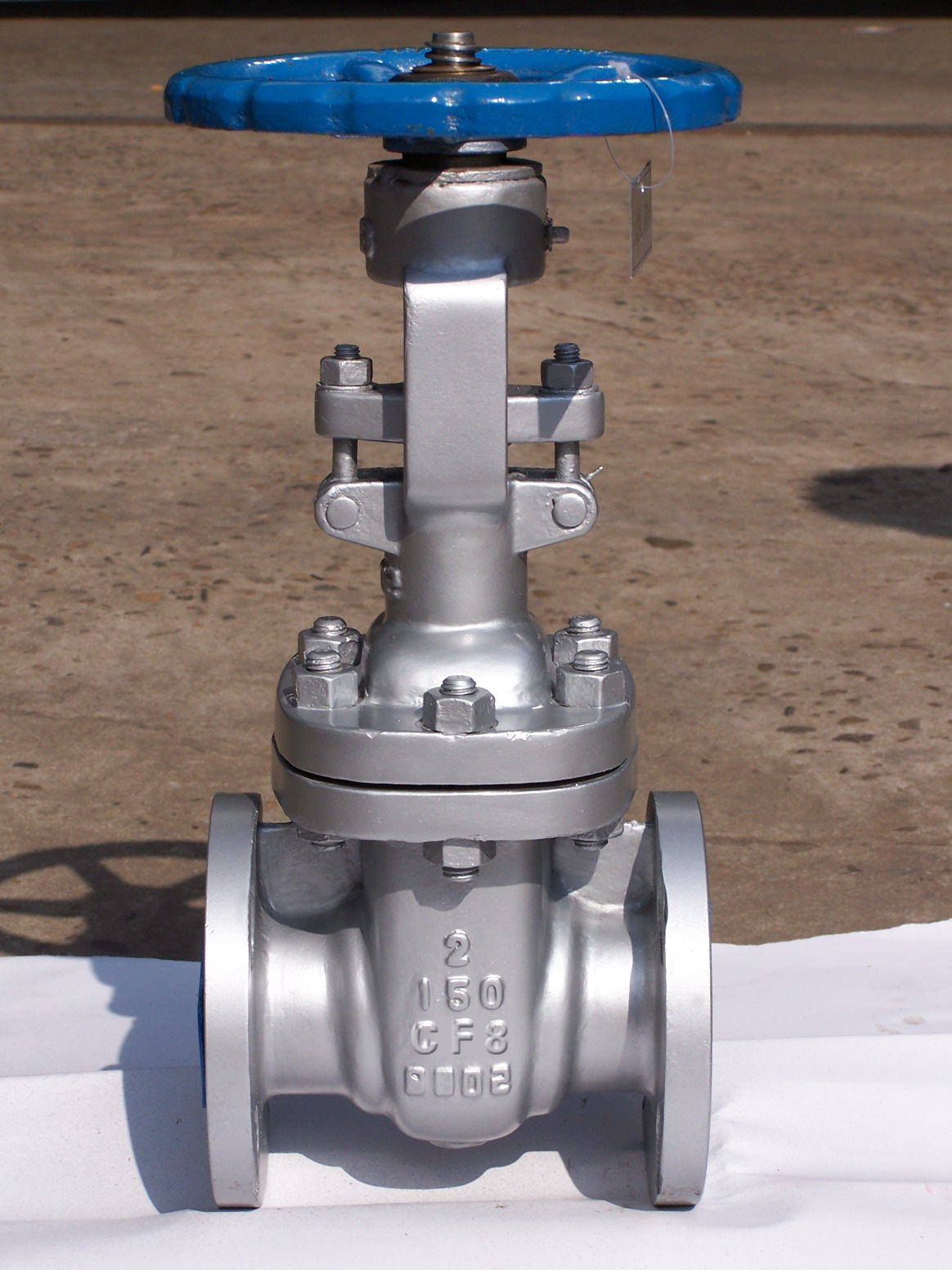
Vanne ou valve.
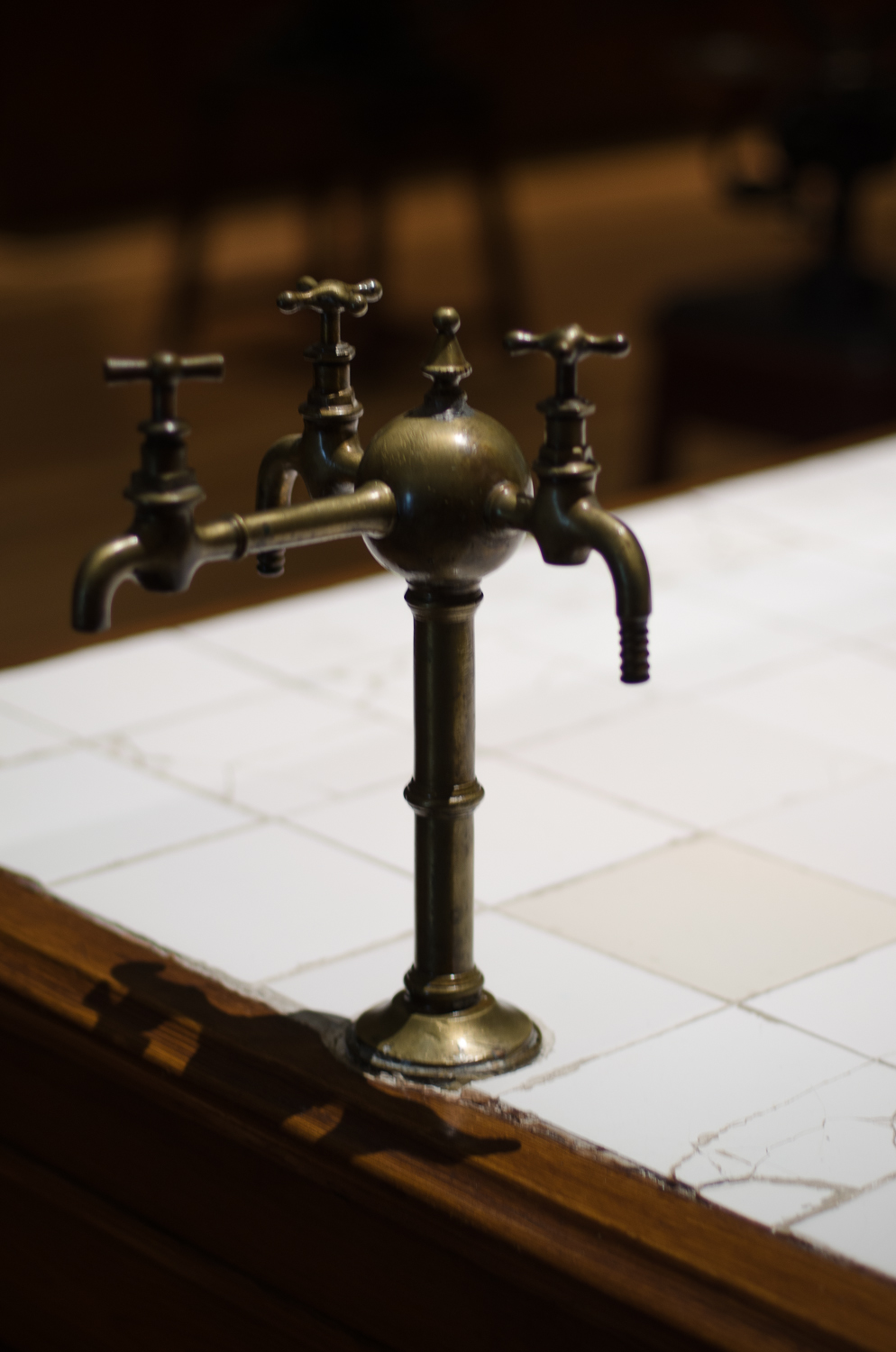
Robinets employés pour le gaz.

## Types de robinet

### Robinet automatique
Le robinet automatique sert à détecter les mouvements à l'approche des mains, ce qui actionne l'écoulement de l'eau sans que les mains ne touchent le robinet. Ce système de détection par infrarouge permet d'améliorer l'hygiène dans les toilettes publiques en évitant la propagation des maladies déposées sur les robinets touchés par des personnes portant des virus sur les mains.

### Robinet vanne
Le robinet vanne sert principalement à arrêter le passage d’un fluide. Il est constitué d’une porte qui se déplace selon un mouvement coulissant vertical et obstrue le passage du fluide. Il est disponible en modèle à tige montante et modèle à tige fixe.

### Robinet papillon

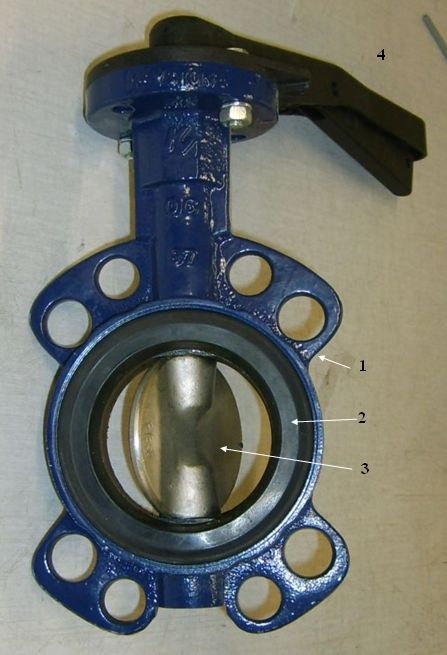
Robinet papillon.

Le robinet type papillon est aussi disponible dans les grands diamètres : il sert principalement à arrêter la circulation d’un liquide comme la vanne (cependant, par la turbulence qu’il génère à faible ouverture, il peut permettre une certaine modulation du débit et de la pression).
Le robinet papillon est constitué d’une porte circulaire (disque) du même diamètre que l’intérieur de la conduite qui, en tournant sur son axe, bouche la conduite.
Ce type de robinet est opéré au moyen d’une manette pour des diamètres de 50 mm à 100 mm, mais pour les plus gros diamètres, un réducteur manuel est recommandé.

### Robinet à boulet

Robinet à 3 voies et 4 positions.

Le robinet à boulet (aussi appelé robinet à bille, robinet à tournant sphérique ou à sphère flottante) permet de moduler le débit et a les mêmes caractéristiques qu’un robinet vanne pour stopper les fluides. Comme il crée une turbulence lorsqu'il est en position d’ouverture partielle, il permet aussi de maitriser le débit et la pression ; mais il n’est disponible que pour les petits diamètres de tuyauterie jusqu’à un maximum de 63 mm. On l’actionne au moyen d’une manette. Comme il atteint son débit maximal en moins d'un quart de tour, on peut lui assujettir un moteur pneumatique ou électrique pour une ouverture lente.

### Robinet à boisseau sphérique
Le robinet à boisseau sphérique, aussi nommé robinet à tournant sphérique, est principalement utilisé en tout ou rien. Il doit être actionné par une poignée pour passer en position ouverte ou fermée. Il est souvent muni d’une coche pour cadenas, dans sa position fermée. La lumière: appelée passage, se situe dans un tournant ou la sphère. Il est communément appelé robinet (ou vanne suivant la forme et l'usage) 'quart de tour'.

### Robinet à soupape

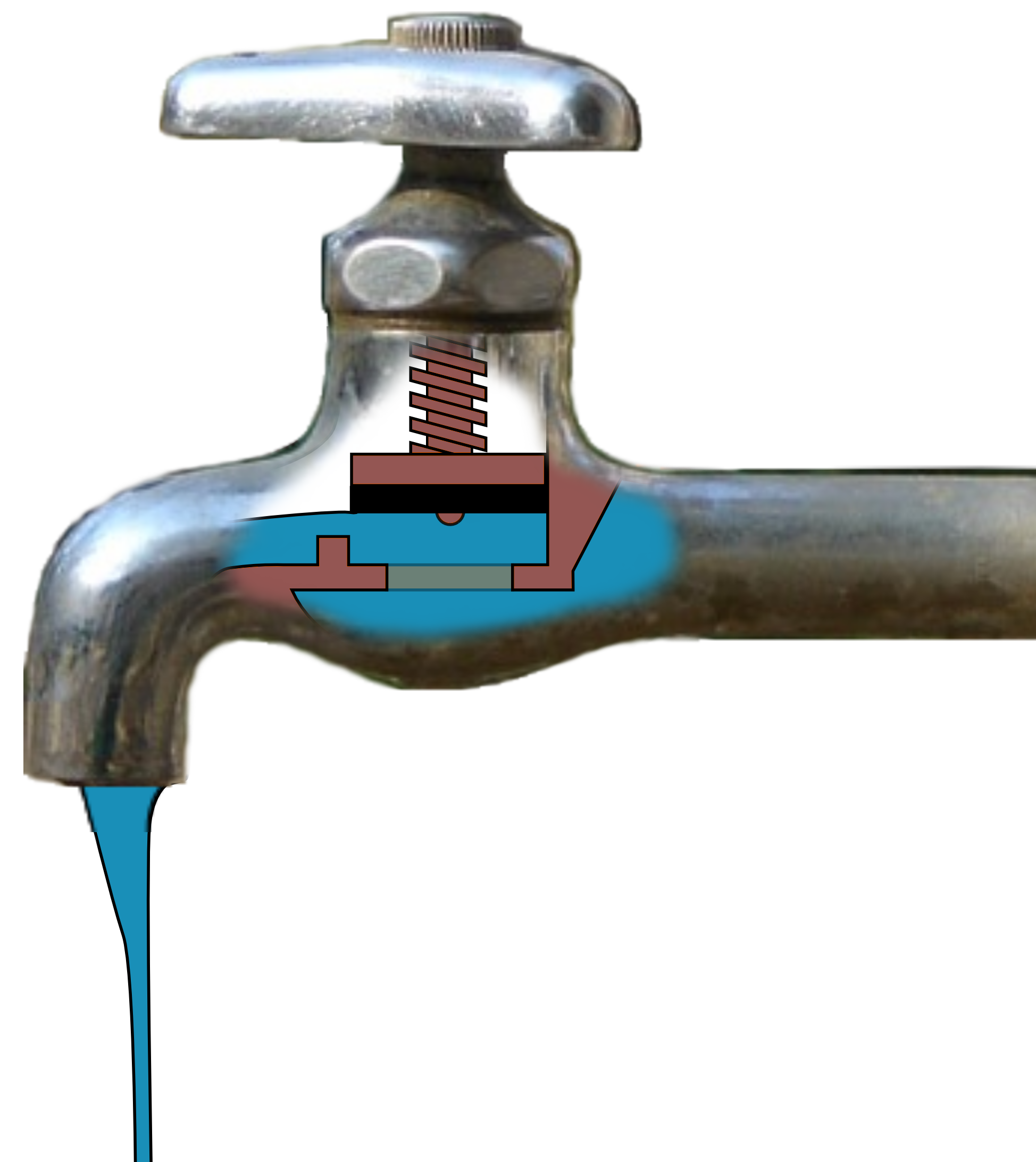
Mécanisme de robinet à soupape.

Le robinet à soupape sert à moduler l’écoulement d’un liquide en créant une turbulence à travers une chicane qui provoque une perte de pression et permet une bonne maitrise du débit et de la pression. Il en existe deux types, celui à tige montante dont le volant est déplacé vers le haut quand il est ouvert, et celui à tige fixe dont le volant reste toujours à la même hauteur que le robinet soit fermé ou ouvert.
Il en existe des modèles droits, d’équerre et à tête inclinée.
Avant la généralisation des mitigeurs pour éviers, lavabos et douches il a été le robinet domestique habituel de nos habitations et lieux de propreté professionnels.

### Robinet mélangeur
Un robinet domestique mélangeur se compose habituellement d’une soupape pour l’eau chaude et d’une autre pour l’eau froide, chacune étant actionnée par un bouton, les deux eaux pouvant se mélanger dans une sortie unique.

### Robinet mitigeur

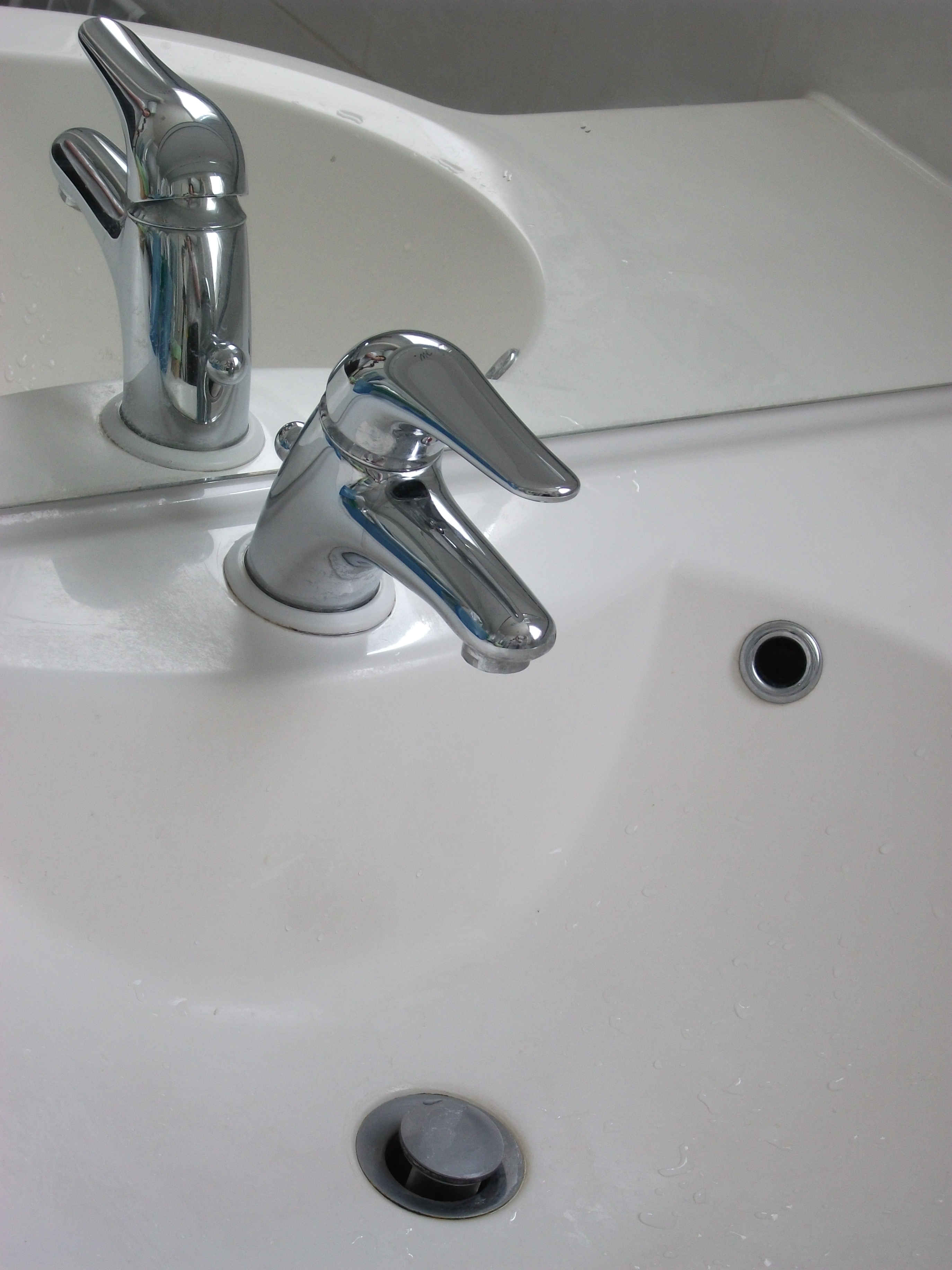
Robinet mitigeur.

Le mitigeur est un robinet domestique qui permet le réglage du débit d'eau et le dosage de l’eau chaude et de l’eau froide à l’aide d’une seule commande, un levier pivotable.
Ces fonctions sont assurées par une cartouche intégrée dans le corps du mitigeur.
Cette cartouche a généralement 3 voies : une entrée d'eau chaude, une entrée d'eau froide et une sortie d'eau mitigée. Elle comporte deux disques en céramique percés d'orifices, qui en glissant l'un sur l'autre, permettent de modifier les sections de passage de l'eau froide et de l'eau chaude.
Bien qu'ils puissent permettre de faire des économies d'eau, les mitigeurs peuvent avoir l'effet contraire s'ils sont mal utilisés :
- si le levier de commande n'a pas été remis en position froide par l'utilisateur précédent, le suivant risque de le laisser dans la même position et d'appeler de l'eau chaude alors qu'il n'en a pas besoin ;
- utilisé en position médiane (tiède), un mitigeur met deux fois plus de temps à fournir de l'eau chaude qu'un robinet destiné seulement à l'eau chaude. Il peut donc arriver que l'eau chaude n'arrive pas à temps et soit appelée en pure perte ;
- certains utilisateurs ont tendance à actionner le levier à fond (débit maximum) et donc à puiser plus d'eau que nécessaire.

Pour favoriser une meilleure utilisation des mitigeurs, en France, le Centre scientifique et technique du bâtiment (CSTB) a introduit dans son classement ECAU une classe C2 pour les mitigeurs équipés d'une position « économie d'eau » matérialisée par un point dur et une classe C3 pour les mitigeurs d'évier et de lavabo dont le levier est face à l'utilisateur en position froide. Cette dernière caractéristique est imposée par la RT 2012 relative à la consommation énergétique des bâtiments neufs,.

### Robinet mitigeur thermostatique

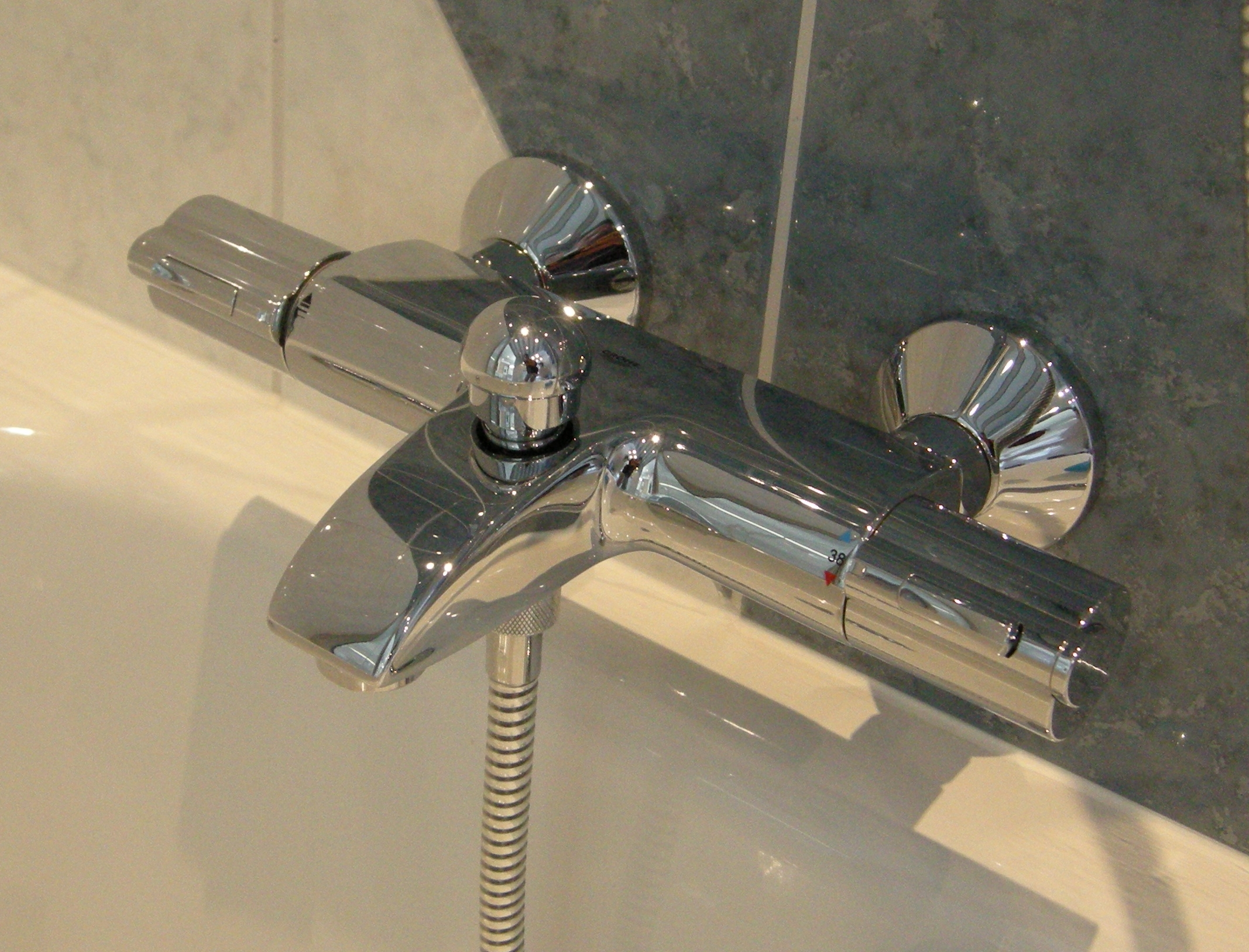
Mitigeur thermostatique de baignoire

Le mitigeur thermostatique est un robinet domestique principalement utilisé dans les douches permettant de délivrer de l’eau à une température constante. Il comporte deux commandes, l'une pour régler la température souhaitée et l'autre pour régler le débit d'eau. Il réagit rapidement à toute variation du débit ou de température des alimentations d'eau froide ou chaude.
Quelques modèles sont équipés d'un limiteur de débit pour faire des économies d'eau. La plupart offrent deux dispositifs de sécurité pour éviter les brûlures. Le premier fait qu'en cas d'arrêt d'alimentation en eau froide, le robinet est automatiquement coupé. Le second est un limiteur de température, matérialisé par un bouton rouge ou une butée, généralement bloqué à 38 °C, plus rarement à 40 °C.

### Robinet temporisé
Le robinet temporisé (pour lavabo) se déclenche par bouton poussoir et comporte un système interne limitant le temps d’écoulement de l’eau. Il existe des modèles à poussoir, à levier, ou encore à déclenchement électronique par capteur de présence. Certains modèles sont également mitigeurs. Plutôt adapté à une utilisation intense (lieux publics, aéroports, stades, prisons), il est conçu pour 500 000 opérations minimum.
Il permet de substantielles économies d'eau (jusque 60 % du montant de la facture d'eau d'un robinet traditionnel), et jusque 70 % pour les robinets à détection par infrarouge. Il permet également d'économiser l'eau chaude, et donc l'énergie.

### Robinet de chasse (soupape de chasse)
Cet accessoire de plomberie sert à évacuer les excréments contenus dans le cabinet d'aisance ou dans l'urinoir dans les édifices où la pression d'eau et le débit sont suffisants. Ce type d'équipement remplace le réservoir de chasse dans les lieux publics ; il peut être activé manuellement ou automatiquement par un détecteur de présence.

### Robinet basse pression
Ce type de robinet dispose de trois alimentations d'eau : 1 pour l'eau froide du réseau (avec une pression de 3 bars en général), 1 pour le retour d'eau froide vers le dispositif de chauffage de l'eau et 1 pour l'alimentation en eau chaude venant du dispositif de chauffage de l'eau (pression atmosphérique, c'est-à-dire à écoulement libre). La plupart du temps, ces robinets sont utilisés avec un chauffage instantané de l'eau.

## Aspects sanitaires et environnementaux
Dangers potentiels associés à la robinetterie.
- Résidus à faible dose, mais de manière chronique des métaux toxiques (notamment le plomb) dans l'eau en provenance d'une canalisation ancienne en plomb, particulièrement quand cette dernière est acide sont possibles. La concentration des métaux toxiques augmente lorsque l'eau stagne dans la canalisation (pendant la nuit)[18],[19].
- Biofilms (dans le robinet, dans le mousseur, à l'ouverture du robinet, y compris en sortie de bonbonne distributrice d'eau. Sur ces biofilms peuvent s'abriter des bactéries pathogènes. Dans les tuyaux, en présence d'eau très calcaires ou minéralisées, des biofilms encroutants peuvent néanmoins protéger l'eau des métaux lourds présent dans les tuyauteries et robinets[réf. nécessaire].
- Dispersion de l’eau par aérosols (ce sont l’eau et ces aérosols qui sont respectivement les lieux de vie et de diffusion via l’air des salmonelles, la formation de gouttelettes ou aérosols respirables dans les turbulences ou tourbillons est encore mal comprise[20]), de même qu'en sortie de pommeau de douche[21] ou de robinet[21].
- Inhalation d'aérosol parfois susceptibles de contenir des pathogènes (légionelles notamment)[22].